# Gregor Betz
Gregor Betz (* 11. Februar 1948 in Oberammergau) ist ein deutscher Schwimmer, der in den Jahren um 1970 für die Münchener Sportgemeinschaft startete. Er ist 1,84 m groß und wog in seiner aktiven Zeit 74 kg.
Betz gewann vier deutsche Meisterschaften und nahm zweimal, 1968 und 1972, an Olympischen Spielen teil.
Nach Beendigung seiner aktiven Laufbahn arbeitete er als Trainer für den TSV Bad Reichenhall. Heute betreibt er eine Praxis für  Craniosacrale Osteopathie in Kloten.

## Deutsche Meisterschaften
- 100 m Brust: 1967, 1968 und 1969
- 200 m Brust: 1969

## Olympische Spiele
Betz nahm an den Olympischen Spielen 1968 in Mexiko-Stadt und 1972 in München teil und erzielte folgende Ergebnisse:
- 1968
  - 100 m Brust: Als Sechster des Semifinales in 1:09,8 min ausgeschieden
  - 4 × 100 m Lagenstaffel: Platz 6 in 4:05,4 min in der Besetzung Reinhard Blechert, Gregor Betz, Lutz Stoklasa und Wolfgang Kremer (Gold ging an die USA, die in 3:54,9 min Weltrekord schwammen)

- 1972
  - 200 m Brust: In 2:36,96 min als Vorlaufsechster ausgeschieden (um sich für das Semifinale zu qualifizieren, hätte er mehr als 10 Sekunden schneller sein müssen).